# Vera Puts
Vera Puts (5 november 1958) is een Belgisch actrice, bekend als psychologe Truus Pinckers in F.C. De Kampioenen. Ze studeerde in 1988 af aan de Studio Herman Teirlinck.

## Carrière

### Televisie
Haar bekendste televisierol is die van psychologe en relatietherapeute Truus Pinckers in F.C. De Kampioenen. Ze speelde deze rol in 1991, 1992, 1999 en 2005.
In het verborgencameraprogramma Kan dit (VTM) speelde ze zes seizoenen allerlei personages en typetjes en in de sitcom Alle Maten (VRT) speelde ze twee seizoenen de rol van lingerievertegenwoordigster Fabienneke Sprot.
Verder speelde Puts gastrollen in Alfa Papa Tango, Recht op Recht (griffiebediende), Wittekerke (Cathy Hoste), Hallo België! (Mirella 'Mirel'), Zone Stad (Lut Speybroeck, echtgenote van juwelier), De Wet volgens Milo (rechter Mestdagh en rechter Kamp), Alexander (Francine Devies) en Geub (Annet). Daarnaast had ze ook enkele theaterrollen en rollen in kortfilms.
Sinds 1999 werkt zij ook als redactrice-onderzoekster en coach voor verschillende tv-programma's.
In 2013 speelde ze opnieuw een gastrol in de film F.C. De Kampioenen: Kampioen zijn blijft plezant. Ze speelde de Nederlandse Mien, die met haar man op vakantie ging in Zuid-Frankrijk. Ze gaven Carmen (Loes Van den Heuvel) een lift, maar door haar slecht gedrag werd ze al snel de auto uit gezet. Vervolgens had Puts die zelfde rol ook in de film F.C. De Kampioenen 2: Jubilee General. In 2015 had ze een gastrol als verkoopster in Thuis.

##### Lijst
- Alfa Papa Tango (1990)
- F.C. De Kampioenen (1991-1992; 1999, 2005) - als Truus Pinckers
- Kan dit - diverse rollen
- Wittekerke (1997) - als Suzanne
- Alle maten (1998-1999) - als Fabienneke
- Recht op Recht (2000) - als griffiebediende
- Wittekerke (2001) - als Cathy Hoste
- Alexander (2002) - als Francine Devies
- Hallo België! (2004) - als Mirella
- Zone stad (2004) - als Lut Speybroeck
- De Wet volgens Milo (2005) - als rechter Mestdagh
- De Wet volgens Milo (2005) - als rechter Kamp
- Thuis (2015) - als verkoopster
- Geub (2019) - als Annet
- Voor altijd Kampioen! (2021) - als zichzelf (Documentaire)

### Film
- F.C. De Kampioenen: Kampioen zijn blijft plezant (2013) - Gastrol: Mien
- F.C. De Kampioenen 2: Jubilee General (2015) - Gastrol: Mien

### Theater
Onder regie van Katelijne Damen speelde ze mee in de toneelstukken Crème au Beurre en Spinnen kunt ge niet opereren.
Samen met de actrice Karin Jacobs (theaterduo Vrouwentongen) maakte ze ook drie eigen theaterproducties: De Kleurenvreters, Een zee van plastiek en WWW. Hun vierde productie IKANDANI gaat in november 2013 in première. IKANDANI is een ludieke voorstelling voor jongeren over faalangst en stress. Deze voorstelling kwam tot stand met subsidies van de Vlaamse overheid.